# Peligrosa (película)

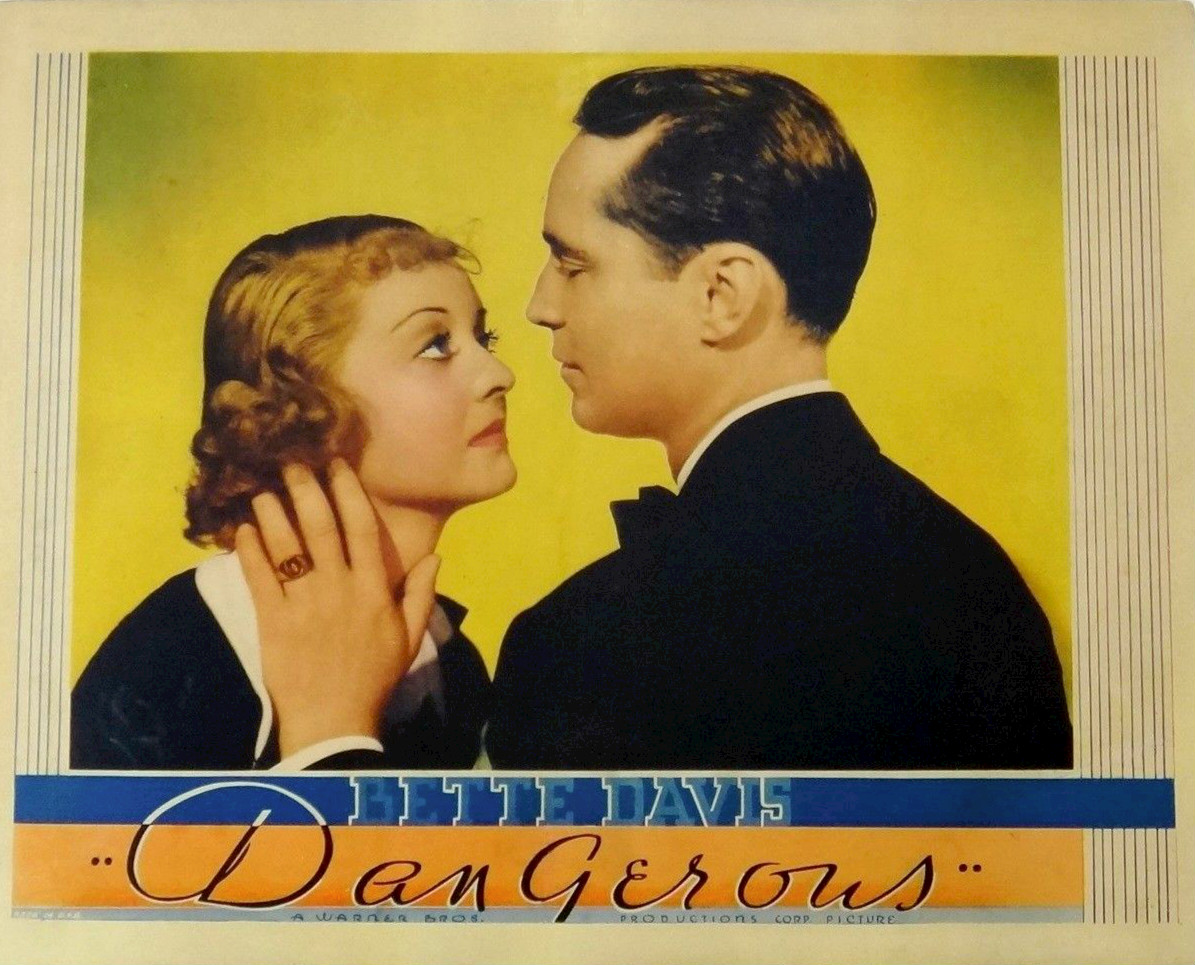
Bette Davis y Franchot Tone

Peligrosa (Dangerous, título original en inglés) es una película dramática estadounidense de 1935, dirigida por Alfred E. Green y protagonizada por Bette Davis, quien obtuvo su primer Óscar a la mejor actriz, y Franchot Tone. El guion, de Laird Doyle, es una adaptación de su propia obra de teatro Hard Luck Dame.

## Argumento
Don Bellows (Franchot Tone) es un afamado arquitecto de la ciudad de Nueva York que está comprometido con una joven rica y hermosa llamada Gail Armitage (Margaret Lindsay). Una noche, Don conoce a Joyce Heath (Bette Davis), una actriz desganada y alcohólica, que una vez fue la actriz más prometedora de Broadway. Don se siente profundamente en deuda con Joyce porque su interpretación de Julieta lo inspiró a convertirse en arquitecto.
Mientras la rehabilita, Don se enamora de la tempestuosa actriz. Joyce, convencida de que destruye todo lo que toca, le advierte que es gafe. Deseoso de salvarla, Don rompe su compromiso con Gail y arriesga su fortuna para respaldarla en un espectáculo de Broadway. Antes de la noche del estreno, él insiste en que se casen, pero Joyce se resiste a su propuesta, ocultando el hecho de que está casada con Gordon Heath (John Eldredge), un hombre ineficaz pero entregado que se arruinó por su matrimonio.
Joyce va a ver a Gordon y le pide el divorcio. Cuando él se niega, ella causa un accidente automovilístico que lo deja paralizado de por vida. Sus heridas le impiden acudir al estreno de la obra, que fracasa. Don queda en la ruina; cuando se entera de que Joyce lo ha engañado, la acusa de ser una mujer completamente egoísta, su único y verdadero peligro.
Joyce considera brevemente el suicidio, pero finalmente reconoce la verdad en la acusación de Don. Vuelve a poner en marcha la obra y, aunque realmente ama a Don, lo despide para que se case con Gail. La obra resulta ser un éxito, y Joyce, ahora dedicada a una vida responsable, va a visitar a Gordon y salvar su matrimonio.

## Reparto
- Bette Davis como Joyce Heath.
- Franchot Tone como Don Bellows.
- Margaret Lindsay como Gail Armitage.
- Alison Skipworth como Sra. Williams
- John Eldredge como Gordon Heath.
- Dick Foran como Teddy.
- Walter Walker como Roger Farnsworth.
- Richard Carle como Pitt Hanley.
- George Irving como Charles Melton.
- Pierre Watkin como George Sheffield.
- Douglas Wood como Elmont.
- William B. Davidson como Reed Walsh (acreditado como William Davidson).

## Producción
En un primer momento, Bette Davis rechazó el guion pero Hal B. Wallis, jefe de producción de Warner Bros., la convenció de que podía hacer algo especial con el personaje, que estaba inspirado en la actriz Jeanne Eagels, uno de los ídolos de Davis. Davis estaba decidida a parecerse a una actriz en plena decadencia e insistió para que Orry-Kelly diseñara la vestimenta adecuada para una mujer que había visto días mejores. Para esta película el estilista Perc Westmore le cortó el pelo y se lo peinó con el «corte bob» que llevaría el resto de su vida.
Hacía poco que Franchot Tone había terminado el rodaje de La tragedia de la Bounty / Motín a bordo / Rebelión a bordo (Mutiny on the Bounty, 1935) y  Metro-Goldwyn-Mayer lo dejó prestado a Warner para respaldar el valor de Davis en la cartelera. Davis enseguida se sintió atraída por el actor, que por aquel entonces estaba comprometido con Joan Crawford. El productor Harry Joe Brown, años más tarde, reveló que había sorprendido a Davis y Tone en una posición comprometida. Aparentemente, Crawford conocía este affaire, pero no rompió el compromiso. La mayoría de los biógrafos piensan que este fue el comienzo de la enemistad de por vida entre las dos actrices.
En cuanto a la música, se pueden escuchar tres canciones del compositor cinematográfico Harry Warren: 
Forty-Second Street (1932), —interpretada por un trio en el salón de baile—The Little Things You Used to Do (1935)  y Sweet and Slow (1935) —ambos interpretadas al piano en el bar—. También se puede escuchar el coro nupcial de la ópera Lohengrin de Richard Wagner durante la ceremonia de la boda.
En 1941, se rodó la película Singapore Woman, una versión como serie B con Brenda Marshall en el papel principal. Como ocurría con frecuencia en estas películas, se reutilizaban escenarios; algunos de los escenarios utilizados procedían de la película La carta (The Letter, 1940), protagonizada por Davis.
Davis ganó el Premio de la Academia a la Mejor Actriz por su actuación, pero siempre pensó que había sido un «premio de consolación» por no haber sido nominada el año anterior por su actuación en Cautivo del deseo (Of Human Bondage, 1934).

## Crítica
El diario The New York Times escribió «Que Bette Davis no ha podido igualar el lúgubre patrón que estableció como Mildred en Cautivo del deseo no es para su descrédito. En Peligrosa, lo intenta. Excepto algunas secuencias donde la tensión es convincente, no lo consigue.»
La revista Variety publicó «Los diálogos de Laird —guionista— son maduros, inteligentes y con ritmo. La actuación de Davis es correcta en general, excepto ciertos momentos imperfectos. Cuando tiene que alcanzar un tono dramático intenso sin histerismo, Davis es perfectamente capaz. Sin embargo, hay momentos en ‘Peligrosa’ en que una actuación más ligera sería apropiada.» 
En un artículo para la revista The Spectator en 1936, Graham Greene hizo una crítica confusa. Calificó la historia de «pobre, [y] con un final espantosamente sensiblero», criticó la interpretación que Margaret Lindsay hizo de Gail; Greene también alabó la actuación de Bette Davis como Joyce; y resumió que la película «merece la pena por Bette Davis»—«insólito, pero sólo por la Srta. Davis».